# Реки Боснии и Герцеговины
Список рек Боснии и Герцеговина содержит избранные реки Боснии и Герцеговины, отсортированные по водосборной площади и в алфавитном порядке. Сеть рек Боснии и Герцеговины разветвленная и густая, имеет общую протяженность более 2000 км. Бассейн реки Дунай покрывает большую часть территории страны. К бассейну Адриатического моря относится около 25% рек, крупнейшая из которых — Неретва.

## ПринадлежатЧёрному морю
- Глина (правый приток Купы, которая, в свою очередь, впадает в Саву)
  - Глиница (правый приток)
    - Божна
    - Бужимица

  - Кладушница (правый приток в Велика-Кладушы)
- Корана (правый приток Купы, которая, в свою очередь, впадает в Саву)
  - Мутница (правый приток)
- Сава (правый приток Дуная в Белграде, Сербия)
  - Босна (правый приток)
    - Бабина рижека (правый приток, течёт в Зенице)
    - Фожничка река (левый приток)
      - Лепеница (левый приток)
        - Бижела река (правый приток)
        - Црна река (правый приток)
        - Крешевка (правый приток)

      - Железница (правый приток)
        - Драгача (левый приток)

    - Горуша (правый приток, течёт в Високо)
    - Кривая (правый приток)
      - Ступчаница (правый приток)
      - Биоштица (левый приток)
        - Кальина (правый приток)

      - Трибия (левый приток)
        - Вижака (левый приток)

      - Дубоштица (левый приток)
      - Зупельева (правый приток)
        - Мала Маока (левый приток)

      - Велика Маока (правый приток)

    - Лашва (левый приток)
      - Била (левый приток)
      - Грловница (правый приток)
      - Комашница (правый приток, течёт в Травнике)
      - Крушчица (правый приток)

    - Любина (правый приток)
    - Миляцка (правый приток)
      - Мокраньска Миляцка
      - Палянска Миляцка
        - Бистрица (левый приток)

    - Мисоча (правый приток)
      - Блажа (левый приток)

    - Рибница (правый приток)
      - Мала река (левый приток)

    - Ставня (левый приток)
      - Мала река (левый приток)

    - Тристионица (правый приток)
      - Буковица (левый приток)

    - Усора (левый приток, на юге течёт в Добои)
      - Мала Усора
      - Велика Усора

    - Железница (правый приток)
      - Касиндолска (правый приток)

  - Брка (правый приток, течёт в Брчко)
  - Дашница (правый приток, течёт в Семберии)
  - Дрина (правый приток)
    - Пива (левый приток)
    - Тара (правый приток)
    - Чехотина (правый приток)
    - Бистрица (левый приток)
      - Говза (правый приток)

    - Прача (левый приток)
      - Ракитница (левый приток)

    - Дрижанка (левый приток)
      - Жадар (правый приток)
        - Кравица (правый приток)

    - Янья (левый приток, течёт в Семберии)
    - Яньина (правый приток)
    - Колина (левый приток)
    - Лим (правый приток)
    - Рзав (правый приток, течёт в Вишеграде)
      - Бели Рзав
      - Црни Рзав

    - Сутьеска (левый приток)
      - Хрчавка (левый приток)

  - Ябланица (правый приток, течёт в Градишке)
    - Буковица (правый приток)
    - Любина (правый приток)

  - Юрковица (правый приток, течёт в Градишке)
  - Лукавац (правый приток, течёт в Семберии)
  - Любина (левый приток)
  - Укрина (правый приток, течёт около Брода)
    - Илова (правый приток)
    - Мала Укрина
    - Велика Укрина

  - Уна (правый приток)
    - Крка (правый приток)
    - Унац (правый приток)
    - Чава (правый приток)
    - Крушница (правый приток)
    - Млечаница (правый приток)
      - Кнежица (левый приток)

    - Сана (правый приток)
      - Ближа (левый приток), течёт в Сански Мосту)
      - Дабар (левый приток, течёт на юге Сански Моста)
      - Гомженица (правый приток, течёт около Приедора)
        - Бистрица (правый приток)
        - Кривая (правый приток)

      - Япра (левый приток, течёт около Нови-Град (Республика Сербская))
        - Яприца (левый приток)

      - Кижевска река (правый приток)
      - Козица (правый приток)
        - Джовица (правый приток)

    - Стригова (правый приток)
      - Крива река (правый приток)
      - Мекинья (левый приток)

    - Врбашка (правый приток)
      - Црна река (левый приток)

  - Врбас (правый приток)
    - Бистрица (правый приток)
      - Мутница (левый приток)

    - Бунта (левый приток, около Бугойна)
    - Црна река (левый приток, течёт в Мрконич-Граде)
    - Десна (левый приток)
    - Драгочай (левый приток, течёт на севере Баня-Луки)
    - Дубока (левый приток, течёт в Бугойна)
    - Плива (правый приток, течёт в Яйце)
      - Янь (правый приток)
        - Купреска река (правый приток)

    - Врбанья (правый приток, течёт в Баня-Луке)
      - Йошавка (правый приток, около Челинаца)

## ПринадлежатАдриатическому морю
- Неретва
  - Блучица (правый приток)
  - Брегава (левый приток)
  - Буна (левый приток)
    - Буница (левый приток)

  - Должанка (правый приток)
  - Дрезанка (правый приток)
  - Жезерница (правый приток)
  - Кральушцица (правый приток)
  - Неретвица (правый приток, течёт около Коньица)

## Впадают в озёра
- Манде, в Бушко Блато

## Исчезнувшие реки
[уточнить]
- Бийела
- Пловуча
  - Бистрица
  - Забляк
- Дрина
- Яруга
- Яруга
- Листица
- Милач
- Мртвица
- Мишница
- Врлюка
  - Матица (левый приток)